# 흥덕동천
흥덕동천(興德洞川)은 북악산의 남쪽 사면에서 흘러 내려와 청계천으로 합류하는 하천이다. 흐르는 도중 효제동천이 합류하며, 도시 개발로 해방 이후 상류를 제외한 전 구간이 복개되었다. 2009년에 인공 실개천의 형식으로 복원되었으나, 그 모양이나 유로가 원래의 것과 매우 다르다. 성균관 쪽의 두 물길과 혜화동 쪽의 지류가 합하여 이루는데, 흥덕동천이란 이들을 한데 부르는 이름이다.
준천사실에는 혜화동 쪽 지류를 출어혜화문지방(出於惠化門之傍)으로, 성균관 쪽 본류를 출어반궁지남동(出於泮宮之南東)으로, 두 물길의 합류부부터를 초교지수(初橋之水)로 보고 있다. 한경지략에는 혜화동 쪽 지류를 흥덕동제수(興德洞諸水)로, 성균관 쪽 본류를 성균관제천수(成均館諸川水)로, 두 물길의 합류부부터를 성균관흥덕동제천수(成均館興德洞諸川水)로 적고 있다. 동국여지비고에는 흥덕동수(興德洞水)로 되어 있고, 성균관 쪽 본류를 동반수(東泮水)와 서반수(西泮水)로 구분하여 기록하였다. 상류의 계곡부를 아울러 쌍계동천(雙溪洞天)이라고도 하였다. 동숭동에 서울대학교 캠퍼스가 들어선 이후에는 대학천(大學川)으로 불렸으며, 특히 서울대 학생들은 ‘센강’이라고도 하였다.

## 과거의 다리
조선 시대의 흥덕동천의 다리 목록이다.
- 반수교(泮水橋) : 명륜동1가 16번지 일대에 있었으며[6], 이 다리가 있던 일대는 과거 한양의 좋은 휴식처였다고 한다.[7] 성균관을 감싸고 흐르는 동반수와 서반수가 만나는 지점에 있어 붙은 이름이며, 향교(香橋)[6]라고도 하였다.
- 관기교(觀旂橋) : 명륜동2가 180번지 일대에 있었다.[7] 국왕이 성균관에 행차하여 유생에게 시험을 치르도록 할 때[7], 그 행렬 맨 앞에 세운 깃발을 바라볼 수 있는 곳이라 하여 붙은 이름이다.[8]
- 사락교(思樂橋) : 명륜동2가 185번지 일대에 있었다.[8]
- 광례교(廣禮橋) : 명륜동4가 19번지와 혜화동 178번지 사이에 있었다.[8] 혜화동에서 흘러오는 물길이 합쳐지는 지점에 있어 다리의 폭이 넓었다고 전해진다.
- 응란교(凝鸞橋) : 연건동 29번지 일대에 있었으며, 경모궁 입구에 위치하였다.[8]
- 장경교(長慶橋) : 연건동 128번지와 이화동 171번지 사이에 있었으며, 장생전교(長生殿橋) 또는 장교(長橋)라고도 하였다.[9]
- 신석교(新石橋) : 효제동 108번지와 충신동 104번지 사이에 있었으며, 원래는 새로 지은 다리라고 하여 신교(新橋) 또는 새다리라고 부르다가, 조선 시대 말기에 나무다리에서 돌다리로 바뀌었다.[9]
- - : 효제동 191번지와 235번지 부근에 있었으며, 수선전도 등에 표시는 되어 있으나 이름은 모른다.[9]
- 초교(初橋) : 종로5가 2번지와 종로6가 252번지 사이에 있었으며, 흥인지문을 통하여 성내로 들어올 때 처음 밟는 다리라 하여 붙은 이름이다.[9] 첫다리, 동교(東橋), 연지동동교(蓮池洞東橋)라고도 하였다.[10] 종로에서 종로39길이 갈라지는 부근이다.
- 토교(土橋) : 혜화동 132번지 일대에 있던 다리로, 흙으로 만들었기 때문에 흙다리라고도 하였다.[8] 성균관에서 흘러내려오는 본류가 아니라, 혜화동에서 나오는 지류상에 위치하였다.

## 복원된 실개천
대학로 위에 인공 수로를 내는 방식으로 2009년에 36억원을 들여 조성하였다. 새로 생긴 물길은 본래의 흥덕동천과는 다르며, 길이 1km, 폭 0.6m~1m에 깊이는 0.5m이다. 서울 지하철 4호선 혜화역에서 생기는 지하수를 여과하여 살균한 1급수의 물을 흘려 보낸다. 쉬리 등의 희귀종 물고기가 살고, 원앙도 발견되었다. 복원 초기에는 행인이 잘 빠진다는 불만이 제기되어, 유동 인구가 특히 많은 혜화역 1번 출구 인근의 부분을 유리로 덮었다.